# جبهه آزادی‌بخش جامو و کشمیر

پرچم کشمیر مستقل

جبهه آزادی‌بخش جامو و کشمیر، سازمانی ملی‌گرا است که برای استقلال کشمیر مبارزه می‌کند. این سازمان مستقل از دولت‌های هند و پاکستان است. ایشان معتقد به ایجاد حکومتی عرفی و غیرقومی و فدرال در کشمیر هستند، البته حکومت عرفی‌گرایی که با قوانین قرآن و شریعت در تضاد نباشد. شاخه‌های این سازمان علاوه بر هند و پاکستان در اروپا و آمریکا نیز فعال هستند. سازمان در سه حوزه سیاسی، بین‌المللی و نظامی به فعالیت می‌پردازد و شاخه‌های دانشجویی و بانوان نیز دارد.

## پی‌نوشت
1. ↑  حسن پور.